# Erioptera subfurcifer
Erioptera subfurcifer är en tvåvingeart som beskrevs av Alexander 1929. Erioptera subfurcifer ingår i släktet Erioptera och familjen småharkrankar. Inga underarter finns listade i Catalogue of Life.